# Luis Warckmeister
Luis Jorge Warckmeister (f. 1 de enero de 2007), militar argentino, perteneciente al Ejército, que alcanzó el rango de general de brigada. Se desempeñó como embajador de su país en Egipto entre 1979 y 1982 y embajador en Sudán entre 1980 y 1982, durante la dictadura autodenominada «Proceso de Reorganización Nacional».

## Biografía
Cursó el Colegio Militar de la Nación, donde se graduó de oficial de artillería.
En 1975, el general de brigada Luis Warckmeister sirvió en el Grupo de Enseñanza en el Comando de Institutos Militares. Luego, fue jefe I (Personal) del Estado Mayor General del Ejército entre abril de 1976 y febrero de 1979. Como tal, era responsable de los centros clandestinos de detención dependientes del Estado Mayor.
El 12 de noviembre de 1979, ya en situación de retiro, fue designado embajador en Egipto (decreto S 2870 del presidente de facto Jorge Rafael Videla). Posteriormente, el 25 de agosto de 1980 fue nombrado embajador en Sudán, sin dejar de ser embajador en Egipto (decreto n.º 1724). Presentó su renuncia, al cual fue aceptada el 23 de abril de 1982 (resolución n.º 456 del ministro Nicanor Costa Méndez).
En la década de 1990, presidió consejos de guerra en los últimos juicios militares de Argentina.
Falleció el 1 de enero de 2007.